# Geschiedenis van de provincie Utrecht
De provincie Utrecht dankt haar naam aan de stad, van waaruit de provincie al sinds mensenheugenis wordt bestuurd. In Utrecht zetelde de bisschop. In de Middeleeuwen stond de provincie ook bekend als het Sticht. Overijssel dat behoorde aan het Sticht stond bekend als Oversticht.

## Sticht Utrecht
695-1528

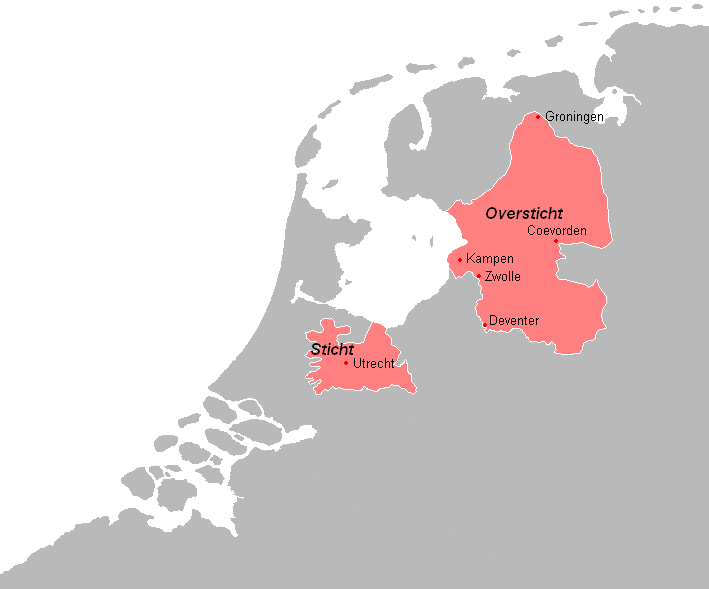
Het Sticht (en het Oversticht) in de late middeleeuwen

Op het gebied dat wij tegenwoordig kennen als Nederland lag een aartsbisdom. De eerste aartsbisschop (van de Friezen) was Willibrord. Het bestaan van het bisdom begint met zijn wijding in 695. Ergens in de vroege Middeleeuwen heeft de aartsbisschop van de keizer van het Heilige Roomse Rijk ook de wereldlijke macht gekregen over dit gebied. Het aartsbisdom Utrecht is een typisch nieuw gesticht bisdom buiten het oude Romeinse Rijk. Machtscentra van de Kerk lagen in en om steden, omdat ze van daaruit van oudsher hun gezag uitoefenden. Dit kwam vooral doordat steden tijdens het Romeinse Rijk golden als bestuurlijke centra en destijds bisschoppen zich dus daar vestigden. In de eeuwen na het wegvallen van het Romeinse gezag bleven de bisschoppen in de steden. Hun bisdommen vallen dan ook vaak samen met de oudere Romeinse bestuursgebieden. Bisdommen die in de vroege Middeleeuwen buiten het oude Romeinse Rijk zijn gesticht zijn groter dan de oudere bisdommen. Dit heeft meerdere redenen. Deze nieuwe bisdommen golden voornamelijk als kersteningsgebied en verder woonden er minder mensen en van deze mensen was niet eens iedereen christen. Het aartsbisdom Utrecht voldoet aan deze kenmerken. Pas tijdens de Contra-Reformatie is er een herindeling gekomen van bisdommen.
In de loop van de tijd kwamen er binnen dit gebied machthebbers op, zoals de graaf van Holland. Deze machthebbers streden met de bisschop om de wereldlijke macht binnen dit gebied. Uiteraard zette de bisschop in deze strijd ook zijn geestelijke machtsmiddelen in zoals excommunicatie. Op 17 mei 1375 vaardigde regerend bisschop Arnoud van Horn de Stichtse Landbrief uit, op grond waarvan de drie standen - kapittels, ridderschap en steden - zich groepeerden tot een controlerend orgaan: Provinciale Staten. 
Op 21 oktober 1528 zorgde keizer Karel V er definitief voor dat de wereldlijke macht van de Utrechtse bisschop werd gescheiden van zijn geestelijke, zijn bisschoppelijke. Keizer Karel kon dat doen doordat hij niet alleen 'heer der Nederlanden' was (een soort verzameltitel voor 17 door hem en zijn Bourgondische en Habsburgse voorvaderen verworven vorstendommen) maar ook omdat een belangrijk deel van deze gewesten deel waren van het Heilige Roomse Rijk waarover hij als keizer regeerde. Uiteraard werd deze wereldlijke macht op de keizer overgedragen. Sindsdien bestuurden stadhouders namens hem de heerlijkheid Utrecht (Sticht), heerlijkheid Overijssel en landschap Drenthe (Oversticht). De bekendste stadhouder die namens de keizer over de heerlijkheid Utrecht regeerde was Willem, graaf van Nassau-Dillenburg tevens prince d'Orange, die beter bekend is als 'Willem de Zwijger', de latere aanvoerder van de opstand tegen de Spaanse overheersing van de Nederlandse gewesten onder de zoon van Karel V, koning Filips II van Spanje.

## Heerlijkheid Utrecht
1528-1795

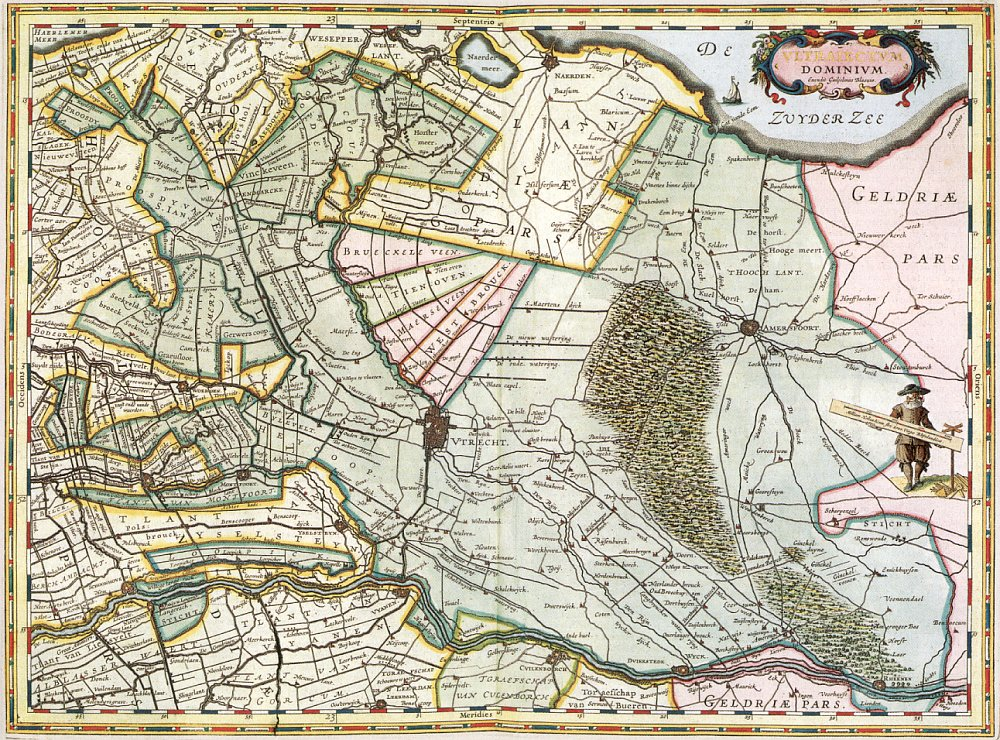
De heerlijkheid Utrecht in de 17e eeuw

Utrecht als gewest van de Habsburgse Nederlanden (1556-1648), en als één der zelfstandige staten van de (confederatieve) Zeven Verenigde Nederlanden (1648-1795).

## Rijndepartement
1795-1801
In de Bataafse Republiek maakte Utrecht grotendeels deel uit van het Rijndepartement.

## Departement Utrecht
1801-1810

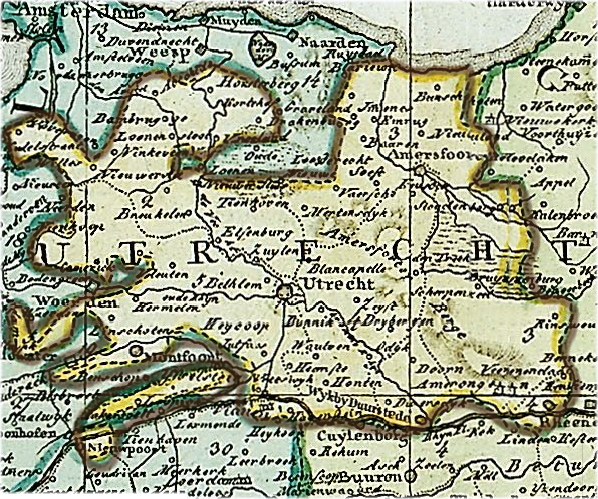
Het departement Utrecht aan het begin van de 19e eeuw

Tijdens het Bataafs Gemenebest (1801-1806) en het Koninkrijk Holland (1806—1810) vormde Utrecht het departement Utrecht.

## Zuiderzeedepartement
1811-1814
Tijdens het Eerste Franse Keizerrijk onder Napoleon Bonaparte (ingelijfd 1810-1814) maakte Utrecht deel uit van het Zuiderzeedepartement.

## Provincie Utrecht
1814-heden
De provincie Utrecht in het Koninkrijk der Nederlanden, vanaf 1814.